# František Přikryl (kněz)
František Přikryl (6. září 1857 Vlčnov – 4. prosince 1939 Drahotuše) byl moravský teolog, římskokatolický kněz a historik. Prováděl archeologický výzkum cyrilometodějských památek a etnograficky dokumentoval region Hostýnské Záhoří. Byl zakladatelem a prvním vydavatelem regionálního vlastivědného periodika Záhorská kronika a významně se podílel na Národopisné výstavě záhorské kultury v Dřevohosticích.

## Život
Narodil se ve Vlčnově na Moravském Slovácku jako prvorozený syn ždánického měšťana Františka Přikryla a Vincencie rozené Matzenauerové. Měl šest sourozenců, jeho rodiče pracovali v uherskobrodském velkostatku. Navštěvoval školy v Miloticích, v Kyjově a v Uherském Hradišti. V roce 1878 absolvoval německý učitelský ústav v Olomouci, učil však jen krátce, a to v Osvětimanech, Veselí nad Moravou a Uhřicích. Maturitu v českém jazyce složil dodatečně roku 1879 v Příboře.
Od roku 1881 se věnoval studiu teologie na teologické fakultě Univerzity Palackého v Olomouci. Převážně samostudiem dosáhl aktivní znalosti osmi a pasivní znalosti dalších sedmi jazyků. Po úspěšném dokončení studia byl 29. června 1885 v Olomouci vysvěcen na kněze. Po vysvěcení působil jako kooperátor ve Velkých Karlovicích (1885–1887), poté jako kooperátor v Soběchlebech (1887–1901), následně jako farář v nedalekém Týně nad Bečvou (1901–1912) a nakonec do své smrti roku 1939 jako farář v Drahotuších. Od roku 1931 byl zároveň olomouckým konzistorním radou a od roku 1933 lipnicko-hranickým děkanem. Stal se též papežským komořím.
Zemřel na počátku druhé světové války následkem mrtvice. Páter totiž těžce nesl okupaci naší země fašistickým Německem 15. 3. 1939 a se svým smýšlením se netajil. Na udání došlo k prohlídce fary gestapem. Přikryl byl nečekanou návštěvou tak nervově rozrušen, že ho ranila mrtvice.
Zemřel za úsvitu 4. prosince 1939. Byl pochován na hřbitově v Drahotuších.

### Tvorba
Již během studia bohosloví se František Přikryl věnoval výzkumu archeologických památek na jižní Moravě s důrazem na velkomoravský odkaz svatých Cyrila a Metoděje. Dizertační prací na toto téma s názvem Memoria sanctorum Cyrili et Methodii in antiquis monumentis Moraviae získal roku 1903 titul doktora teologie. Spolupracoval s Jindřichem Wankelem a Janem Havelkou a jimi roku 1883 založeným Vlastivědným muzeem v Olomouci.
V místech svého kněžského působení přispíval Přikryl k poznání regionální historie a vzdělávání obyvatelstva. Ve Velkých Karlovicích zpracoval historii kraje do farní kroniky. Pro rozvoj tehdy silně venkovské oblasti Záhoří založil roku 1888 v Soběchlebech veřejnou knihovnu. Od roku 1890 rozvinul vydavatelskou činnost, v článcích a knihách dokumentoval zejména výsledky svého archeologického a cyrilometodějského bádání. Roku 1890 publikoval výsledky svého desetiletého pátrání v knize Sv. Kliment u Osvětiman. Začal však publikovat i jím sbíraný národopisný materiál, a to nejprve v letech 1890–1891 v periodiku Valašské hlasy, aby po jeho zániku od roku 1891 začal vydávat vlastní periodikum Záhorská kronika, jež se stalo jeho vůbec nejznámějším vydavatelským počinem.

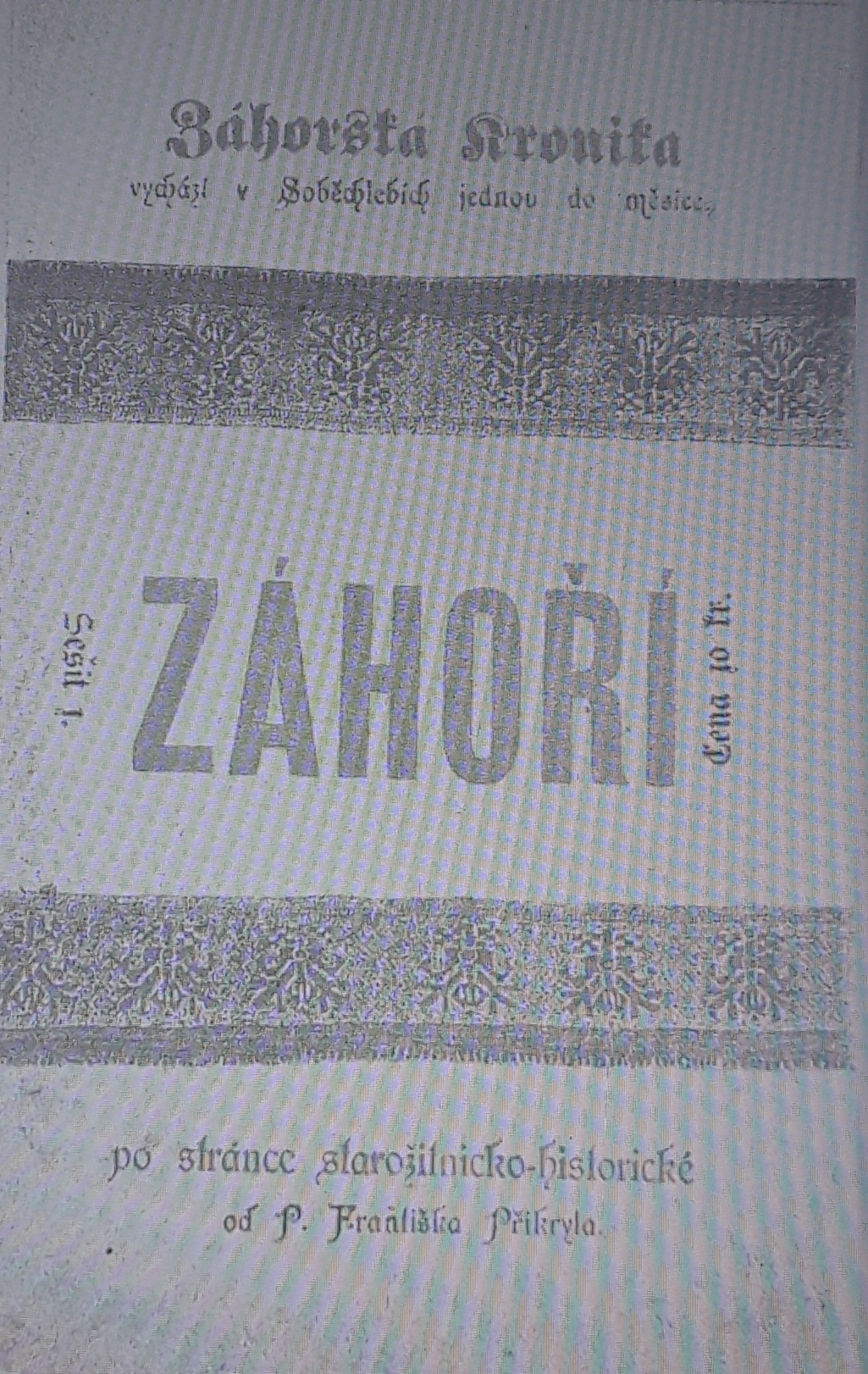
Titul Záhorské kroniky z roku 1891

Záhorská kronika byla zpočátku zejména sbírkou pohádek a pověstí z oblasti Záhoří, později se však vyvinula v seriózní regionální vlastivědné periodikum. Její vydávání financoval sám Přikryl a vycházela proto nepravidelně. Na konci roku 1910 vydávání ukončil pro zaneprázdněnost jinými činnostmi a předal redakci paršovickému faráři a soběchlebskému rodáku Antonínu Sehnalovi. Ten však vydal pouze jeden ročník a její vydávání po Sehnalovi po delší přestávce obnovil teprve roku 1925 Antonín Frel, učitel z Dolního Újezda. Kronika pak s přestávkou v době druhé světové války vycházela až do roku 1950 a František Přikryl do ní do konce svého života přispíval.
Kromě vlastních publikací zasílal Přikryl také články do novin Našinec, do Mojmírovy říše, Hlasů z Pobečví či Časopisu Vlasteneckého spolku musejního v Olomouci.
S výsledky národopisného a vlastivědného bádání seznamoval i širokou veřejnost, a to pořádáním výstav. Připomínat lidu jeho minulost se snažil nejprve uspořádáním národopisné výstavy v Lipníku nad Bečvou 11. září 1892 a po jejím úspěchu dále 23. července 1893 národopisné výstavy a slavnosti v Dřevohosticích. Vypomáhal též s realizací národopisné výstavy v Hranicích konané po devět dní počínaje 2. dubnem 1893. Podpořil i konání Národopisné výstavy českoslovanské konané roku 1895 v Praze, kam na vlastní náklady zakoupil a zaslal nábytek záhorské jizby.

## Dílo
- Hora sv. Kliment u Osvětiman v pověstech lidu slováckého, Olomouc (1884) [2]
- Zeměpisný zlomek o zemích Slovanů v královské knihovně mnichovské z doby sv. Cyrilla a Methoda, (1910)
- Sv. Kliment u Osvětiman, Brno (1890) [3]
- Záhorská kronika: archiv pohádek, pověstí, obyčejů, starožitností na Záhoří a Pobečví: časopis lidopisný, Soběchleby (1891–1950)
- Záhoří po stránce starožitnicko-historické, Holešov (1891) [4]
- Pravěké nálezy na Záhoří, učiněné roku 1889–1890, Olomouc (1891)
- Záhoráci na slavnosti a výstavě národopisné v Dřevohosticích dne 23. července 1893, Olomouc (1893)
- Pravěké nálezy na Záhoří v roku 1891–1894, Olomouc (1895)
- Sv. Cyril a Metoděj ve vzpomínkách památek starožitných na Moravě, Týn u Lipníka nad Bečvou (1905)
- Sv. Cyril a Metod v památkách starožitných na Moravě a ve Slezsku, Týn u Lipníka nad Bečvou (1907) [5]

- Zeměpisný zlomek o zemích Slovanů v IX. století v Mnichově, Týn u Lipníka nad Bečvou (1910)
- Denkmale der Heiligen Konstantin (Cyrill) und Method in Europa, Wien (1920)
- Z Říma: črty a dojmy, Praha (1927)
- Velehradsko v pra- a předvěku, Drahotuše (1928)[6]
- Památky sv. Cyrila a Metoda, Praha-Břevnov (1933)[7]